# Juan Bosch (Regisseur)
Juan Bosch Palau (* 31. Mai 1925 in Valls, Provinz Tarragona; † 17. November 2015 in Barcelona) war ein spanischer Filmregisseur.

## Leben
Bosch erlangte erste europaweite Aufmerksamkeit mit seinem Film Liebe, Gift und Leidenschaft im Jahr 1959. In späteren Jahren drehte der Regisseur unter seinen 31 Filmen etliche Italowestern. 1982 drehte er seinen letzten Film. Ein Pseudonym lautete John Wood.

## Filmografie (Auswahl)
- 1970: Rancheros (La diligencia de los condenados)
- 1971: Zwei Halleluja für den Teufel (Abre tu fosa amigo… llega Sabata)
- 1972: Una bala marcada
- 1972: Los buitres cavarán tu fosa
- 1972: Meine Kanone, mein Pferd… und deine Witwe (Tu fosa será la exacta… amigo)
- 1972: Zwei ausgekochte Halunken (La caza de oro)
- 1974: Fäuste wie Dynamit (Dallas)
- 1978: La ciudad maldita